# Cyclura rileyi
Cyclura rileyi är en ödleart som beskrevs av  Leonhard Hess Stejneger 1903. Cyclura rileyi ingår i släktet Cyclura och familjen leguaner. IUCN kategoriserar arten globalt som starkt hotad.
Arten förekommer på olika öar i Bahamas.

## Underarter
Arten delas in i följande underarter:
- C. r. cristata
- C. r. rileyi
- C. r. nuchalis